# 穆尼亚纳
穆尼亚纳，是西班牙卡斯蒂利亚-莱昂阿维拉省的一个市镇。 总面积34km2, 总人口537人（2001年），人口密度16人/km2。